# Guido Brunner (militare)
Guido Brunner (Trieste, 19 febbraio 1893 – Monte Fior, 8 giugno 1916) è stato un militare italiano, sottotenente di Cavalleria del 152º Reggimento di Fanteria, Brigata Sassari, caduto sul Monte Fior durante la prima guerra mondiale.

## Biografia
Discendente da un'importante famiglia triestina, nacque da Rodolfo Brunner e Regina Segrè. Il padre era un fedelissimo dell'Impero austro-ungarico, nonché finanziatore delle sue forze armate, tuttavia in famiglia avevano voce anche le idee irredentiste dello zio Salvatore Segrè.
Il 1º marzo 1915 Guido Brunner fece domanda di ammissione al primo anno della facoltà di giurisprudenza dell'Università di Bologna. Inviato sul fronte dei Carpazi, influenzato dalle idee dello zio nello stesso mese disertò e fuggì a Venezia, arruolandosi nel Regio Esercito come sottotenente di cavalleria. 
All'entrata in guerra dell'Italia il 24 maggio 1915 Guido, essendo suddito austriaco e avendo disertato dall'esercito di Francesco Giuseppe, assunse come nome di battaglia Mario Berti. A fine settembre dello stesso anno per sua volontà di passare dalla Cavalleria alla fanteria, viene assegnato al 152º Reggimento fanteria "Sassari". In questa gloriosa Brigata si guadagnò a fine novembre la medaglia di Bronzo per l'impresa della conquista della Trincea dei Razzi. Nella primavera del 1916 andò in licenza per una ventina di giorni e approfittò per rivedere la sua famiglia presso la tenuta di Forcoli in Toscana. Finito il periodo di licenza Guido ripartì per il fronte e qui morì in azione sul Monte Fior l'8 giugno 1916. Le sue spoglie si trovano al Sacrario militare di Asiago.

## Onorificenze
Vittorio Emanuele III lo insignì della Medaglia d'oro al valor militare alla memoria, con la seguente motivazione: